# Eredivisie (vrouwenhandbal) 2000/01
De Eredivisie is de hoogste afdeling van het Nederlandse handbal bij de vrouwen op landelijk niveau. In het seizoen 2000/2001 werd Zeeman Vastgoed/SEW landskampioen. Ebcon/Groene Ster degradeerde naar de Eerste divisie.
Door financiële problemen is Swift Roermond fait verklaar. Hierdoor is de club uit de eredivisie gegaan en een doorstart gemaakt onder een nieuwe naam, S2000.

## Teams
| Club                  | Plaats                  | Provincie     | Hal              |
| --------------------- | ----------------------- | ------------- | ---------------- |
| AAC 1899              | Arnhem                  | Gelderland    | Rijkerswoerd     |
| Ebcon/Groene Ster     | Zevenbergen             | Noord-Brabant | Molenberg        |
| Hellas                | Den Haag                | Zuid-Holland  | Hellashal        |
| NEA                   | Ouderkerk aan de Amstel | Noord-Holland | Bindelwijk       |
| Van der Voort/Quintus | Kwintsheul              | Zuid-Holland  | Van der Voorthal |
| Zeeman Vastgoed/SEW   | Nibbixwoud              | Noord-Holland | 't Span          |
| VOC                   | Amsterdam               | Noord-Holland | Elzenhagen       |
| Koenders/V&L          | Geleen                  | Limburg       | Glanerbrook      |
| VZV                   | 't Veld                 | Noord-Holland | 't Zijveld       |

## Reguliere competitie
| Pos | Club                  | Wed | W  | G | V  | Ptn | DV  | DT  | +/−  | Opmerking                           |
| --- | --------------------- | --- | -- | - | -- | --- | --- | --- | ---- | ----------------------------------- |
| 1   | VOC                   | 16  | 14 | 1 | 1  | 29  | 468 | 343 | +125 | Gekwalificeerd voor kampioenspoule  |
| 2   | Zeeman Vastgoed/SEW   | 16  | 11 | 1 | 4  | 23  | 457 | 351 | +106 | Gekwalificeerd voor kampioenspoule  |
| 3   | AAC 1899              | 16  | 11 | 1 | 4  | 23  | 334 | 305 | +29  | Gekwalificeerd voor kampioenspoule  |
| 4   | Hellas                | 16  | 8  | 2 | 6  | 18  | 383 | 343 | +40  | Gekwalificeerd voor kampioenspoule  |
| 5   | Koenders/V&L          | 16  | 8  | 2 | 6  | 18  | 415 | 388 | +27  | Gekwalificeerd voor kampioenspoule  |
| 6   | NEA                   | 16  | 7  | 1 | 8  | 15  | 301 | 322 | −21  | Gekwalificeerd voor degradatiepoule |
| 7   | Van der Voort Quintus | 16  | 7  | 0 | 9  | 14  | 319 | 346 | −27  | Gekwalificeerd voor degradatiepoule |
| 8   | VZV                   | 16  | 1  | 0 | 15 | 2   | 303 | 442 | −139 | Gekwalificeerd voor degradatiepoule |
| 9   | Ebcon/Groene Ster     | 16  | 1  | 0 | 15 | −8  | 282 | 422 | −140 | Gekwalificeerd voor degradatiepoule |

1. ↑  Handbalclub Swift Roermond staat voor faillissement. de Volkskrant (3 december 1999). Gearchiveerd op 18 april 2023. Geraadpleegd op 18 april 2023.
2. ↑  Ebcon/Groene Ster heeft 10 punten in mindering gekregen

## Nacompetitie

### Degradatiepoule
| Pos | Club                  | Wed | W | G | V | Ptn | DV  | DT  | +/− | BP | Opmerking                                                     |
| --- | --------------------- | --- | - | - | - | --- | --- | --- | --- | -- | ------------------------------------------------------------- |
| 1   | NEA                   | 6   | 4 | 0 | 2 | 13  | 132 | 128 | +4  | 4  |                                                               |
| 2   | Van der Voort Quintus | 6   | 3 | 0 | 3 | 10  | 129 | 134 | −5  | 3  |                                                               |
| 3   | VZV                   | 6   | 3 | 0 | 3 | 9   | 126 | 130 | −4  | 2  |                                                               |
| 4   | Ebcon/Groene Ster     | 6   | 2 | 0 | 4 | 6   | 143 | 138 | +5  | 1  | Best of two tegen winnaar periodekampioenschap eerste divisie |

### Kampioenspoule
| Pos | Club                | Wed | W | G | V | Ptn | DV  | DT  | +/− | BP | Opmerking                        |
| --- | ------------------- | --- | - | - | - | --- | --- | --- | --- | -- | -------------------------------- |
| 1   | Zeeman Vastgoed/SEW | 8   | 6 | 0 | 2 | 16  | 230 | 202 | +28 | 4  | Gekwalificeerd voor Best of Five |
| 2   | Hellas              | 8   | 5 | 1 | 2 | 13  | 211 | 200 | +11 | 2  | Gekwalificeerd voor Best of Five |
| 3   | AAC 1899            | 8   | 4 | 1 | 3 | 12  | 179 | 174 | +5  | 3  |                                  |
| 4   | VOC                 | 8   | 3 | 0 | 5 | 11  | 211 | 206 | +5  | 5  |                                  |
| 5   | Koenders/V&L        | 8   | 1 | 0 | 7 | 3   | 171 | 218 | −47 | 1  |                                  |

## Best of Five
| 5 mei 2001 | Zeeman Vastgoed/SEW | 29 - 25 | Hellas | 't Span, Wognum |
| 5 mei 2001 |                     |         |        | 't Span, Wognum |
| 5 mei 2001 |                     |         |        | 't Span, Wognum |

| 8 mei 2001 | Hellas | 19 - 21 | Zeeman Vastgoed/SEW | Hellashal, Den Haag |
| 8 mei 2001 |        |         |                     | Hellashal, Den Haag |
| 8 mei 2001 |        |         |                     | Hellashal, Den Haag |

| 12 mei 2001 | Zeeman Vastgoed/SEW | 31 - 22 | Hellas | 't Span, Wognum |
| 12 mei 2001 |                     |         |        | 't Span, Wognum |
| 12 mei 2001 |                     |         |        | 't Span, Wognum |

| 5 juni 2001 | Hellas | v | Zeeman Vastgoed/SEW | Hellashal, Den Haag |
| 5 juni 2001 |        |   |                     | Hellashal, Den Haag |
| 5 juni 2001 |        |   |                     | Hellashal, Den Haag |

| 9 mei 2001 | Zeeman Vastgoed/SEW | v | Hellas | 't Span, Wognum |
| 9 mei 2001 |                     |   |        | 't Span, Wognum |
| 9 mei 2001 |                     |   |        | 't Span, Wognum |

## Handballer van het jaar
In Nieuwegein waren zaterdagavond 16 juni 2001 de handballer en handbalster van het afgelopen seizoen gekozen.
| Plek | Naam               | Club                |
| ---- | ------------------ | ------------------- |
| 1    | Ingeborg Vlietstra | AAC 1899            |
| 2    | Andrea Groot       | Zeeman Vastgoed/SEW |
| 3    | Berislava Berak    | Zeeman Vastgoed/SEW |
| 4    | Diane Lamein       | VOC                 |
| 5    | Silvia Hofman      | Hellas              |